# Wybrzeże Kości Słoniowej na Letnich Igrzyskach Olimpijskich 2012
Wybrzeże Kości Słoniowej na Letnich Igrzyskach Olimpijskich 2012, które odbyły się w Londynie, reprezentowało 10 zawodników.
Był to dwunasty start reprezentacji Wybrzeża Kości Słoniowej na letnich igrzyskach olimpijskich.

## Reprezentanci

### Judo
Mężczyźni
| Zawodnik      | Konkurencja | 1/32                    | 1/16             | 1/8              | Ćwierćfinał      | Półfinał         | Repasaż 1        | Repasaż 2        | Finał            | Finał   |
| Zawodnik      | Konkurencja | Przeciwnik Wynik        | Przeciwnik Wynik | Przeciwnik Wynik | Przeciwnik Wynik | Przeciwnik Wynik | Przeciwnik Wynik | Przeciwnik Wynik | Przeciwnik Wynik | Pozycja |
| ------------- | ----------- | ----------------------- | ---------------- | ---------------- | ---------------- | ---------------- | ---------------- | ---------------- | ---------------- | ------- |
| Kinapeya Kone | - 90 kg     | Gerasimenko P 0000-1000 | NQ               | NQ               | NQ               | NQ               | NQ               | NQ               | NQ               | NQ      |

### Lekkoatletyka
Mężczyźni
| Zawodnik          | Konkurencja | Eliminacje | Eliminacje | Ćwierćfinał | Ćwierćfinał | Półfinał | Półfinał | Finał | Finał   |
| Zawodnik          | Konkurencja | Wynik      | Miejsce    | Wynik       | Miejsce     | Wynik    | Miejsce  | Wynik | Miejsce |
| ----------------- | ----------- | ---------- | ---------- | ----------- | ----------- | -------- | -------- | ----- | ------- |
| Ben Youssef Meité | 100 m       | BYE        | BYE        | 10,06 (NR)  | 2. Q        | 10,13    | 5.       | NQ    | NQ      |
| Ben Youssef Meité | 200 m       | DNS        | DNS        | —           | —           | NQ       | NQ       | NQ    | NQ      |

Kobiety
| Zawodniczka     | Konkurencja        | Eliminacje | Eliminacje | Ćwierćfinał | Ćwierćfinał | Półfinał | Półfinał | Finał | Finał   |
| Zawodniczka     | Konkurencja        | Wynik      | Miejsce    | Wynik       | Miejsce     | Wynik    | Miejsce  | Wynik | Miejsce |
| --------------- | ------------------ | ---------- | ---------- | ----------- | ----------- | -------- | -------- | ----- | ------- |
| Murielle Ahouré | 100 m              | BYE        | BYE        | 10,99       | 1. Q        | 11,01    | 3. q     | 11,00 | 7.      |
| Murielle Ahouré | 200 m              | 22,55      | 1. Q       | —           | —           | 22,49    | 2. Q     | 22,57 | 6.      |
| Rosvitha Okou   | 100 m przez płotki | 13,62      | 6.         | —           | —           | NQ       | NQ       | NQ    | NQ      |

### Łucznictwo
Mężczyźni
| Zawodnik         | Konkurencja   | Runda rankingowa | Runda rankingowa | 1/32              | 1/16             | 1/8              | Ćwierćfinał      | Półfinał         | Finał            | Finał   |
| Zawodnik         | Konkurencja   | Wynik            | Roz.             | Przeciwnik Wynik  | Przeciwnik Wynik | Przeciwnik Wynik | Przeciwnik Wynik | Przeciwnik Wynik | Przeciwnik Wynik | Pozycja |
| ---------------- | ------------- | ---------------- | ---------------- | ----------------- | ---------------- | ---------------- | ---------------- | ---------------- | ---------------- | ------- |
| Philippe Kouassi | indywidualnie | 638              | 59.              | Prévost (6) P 4-6 | NQ               | NQ               | NQ               | NQ               | NQ               | NQ      |

### Pływanie
Mężczyźni
| Zawodnik     | Konkurencja       | Eliminacje | Eliminacje | Półfinał | Półfinał | Finał | Finał   |
| Zawodnik     | Konkurencja       | Czas       | Miejsce    | Czas     | Miejsce  | Czas  | Miejsce |
| ------------ | ----------------- | ---------- | ---------- | -------- | -------- | ----- | ------- |
| Kouassi Brou | 50 m st. dowolnym | 25,82      | 44.        | NQ       | NQ       | NQ    | NQ      |

Kobiety
| Zawodniczka  | Konkurencja       | Eliminacje | Eliminacje | Półfinał | Półfinał | Finał | Finał   |
| Zawodniczka  | Konkurencja       | Czas       | Miejsce    | Czas     | Miejsce  | Czas  | Miejsce |
| ------------ | ----------------- | ---------- | ---------- | -------- | -------- | ----- | ------- |
| Assita Toure | 50 m st. dowolnym | 33,09      | 65.        | NQ       | NQ       | NQ    | NQ      |

### Taekwondo
| Zawodniczka | Konkurencja | 1/8                 | Ćwierćfinał         | Półfinał            | Repasaż 1           | Repasaż 2           | Finał               | Finał   |
| Zawodniczka | Konkurencja | Przeciwniczka Wynik | Przeciwniczka Wynik | Przeciwniczka Wynik | Przeciwniczka Wynik | Przeciwniczka Wynik | Przeciwniczka Wynik | Pozycja |
| ----------- | ----------- | ------------------- | ------------------- | ------------------- | ------------------- | ------------------- | ------------------- | ------- |
| Ruth Gbagbi | 67 kg       | Hwang K-S P 1-4     | NQ                  | NQ                  | Fromm P 3-4         | NQ                  | NQ                  | NQ      |

### Zapasy
Kobiety
| Zawodniczka         | Konkurencja | Kwalifikacje        | 1/8                 | Ćwierćfinał         | Półfinał            | Repasaż 1           | Repasaż 2           | Finał               | Finał   |
| Zawodniczka         | Konkurencja | Przeciwniczka Wynik | Przeciwniczka Wynik | Przeciwniczka Wynik | Przeciwniczka Wynik | Przeciwniczka Wynik | Przeciwniczka Wynik | Przeciwniczka Wynik | Miejsce |
| ------------------- | ----------- | ------------------- | ------------------- | ------------------- | ------------------- | ------------------- | ------------------- | ------------------- | ------- |
| Tanoh Rosalie Benie | -48 kg      | BYE                 | Sambou P 0-3        | NQ                  | NQ                  | NQ                  | NQ                  | NQ                  | NQ      |